# خوان دييغو
القديس خوان دييغو (بالإسبانية: Juan Diego Cuauhtlatoatzin)‏ واسمه الأصلي كواهتلاتواتزن (1474 – 1548) هو قديس مكسيكي الأصل، يُعتبر أول قديس من سكان اميركا الأصليين. يعتقد أنه حصل على أربعة ظهورات للسيدة العذراء في ديسمبر 1531 في منطقة «كابيلا ديل سيريتو».
كما يُعتقد أن كنيسة سيدة غوادالوبي تمتلك عباءة خوان دييغو، والتي يعتقد أن صورة العذراء تجلت عليها، وسميت حينها السيدة غوادالوبي والتي أصبح الاسم المشهور للسيدة العذراء في عموم الناطقين بالإسبانية والأمريكيتين. ولهذا أصبحت كنيسة سيدة غوادالوبي مركزاً للحج المسيحي الكاثوليكي، واستقبلت 22 مليون شخص خلال سنة 2010.

## قداسته
أعلن الفاتيكان في نيسان 1990 تطويب خوان دييغو، برسالة البابا يوحنا بولس الثاني الذي أعلن قداسته.